# Theater De Lampegiet
Theater De Lampegiet is een theater in Veenendaal in de Nederlandse provincie Utrecht.

## Geschiedenis
Op 26 februari 1988 werd het theater aan de Kerkewijk in Veenendaal geopend. Het theater heeft één zaal (558 stoelen zonder orkestbak, 513 met orkestbak), een foyer en een restaurant. In de eerste jaren was het theater vooral een cultureel ontmoetingscentrum en deed het tevens dienst als bioscoop. Er worden ook films vertoond voor avonden van het Christelijk Lyceum Veenendaal. In 2008 verleende het theater tijdelijk onderdak aan het Filmhuis in Veenendaal. Na een verbouwing is het theater aan de hedendaagse eisen aangepast.

## Naam
De naam 'De Lampegiet' is afgeleid van het traditionele Veenendaalse feest Lampegietersavond.